# Stanisławka (Mołdawia)
Stanisławka (rum. Stanislavca, ros. Станиславка) – wieś o spornej przynależności państwowej (de iure Mołdawia, de facto Naddniestrze), w rejonie Rybnica.
W czasach Rzeczypospolitej wieś leżała w województwie bracławskim. Odpadła od Polski w wyniku II rozbioru. Dawniej futor.